# Nébuleuse marginale
La nébuleuse marginale est un terme utilisé par Paul Bercherie, pour désigner un courant hétérodoxe de la psychanalyse composé par des cliniciens comme Donald Winnicott ou Sándor Ferenczi. Ce courant est associé, toujours par Bercherie, au lacanisme, et s'oppose aux courants orthodoxes (kleinnisme et ego-psychology).
S'il est classé à l'opposé du courant d'idée apporté par Mélanie Klein, cette dernière a suivi une cure analytique avec Sándor Ferenczi et était proche de Donald Winnicott. Les concepts ont d'ailleurs de grandes similitudes, la différence pour ce classement se joue non pas sur les principes, mais sur leurs articulation ou non autour des concepts freudiens.